# Scott Ian

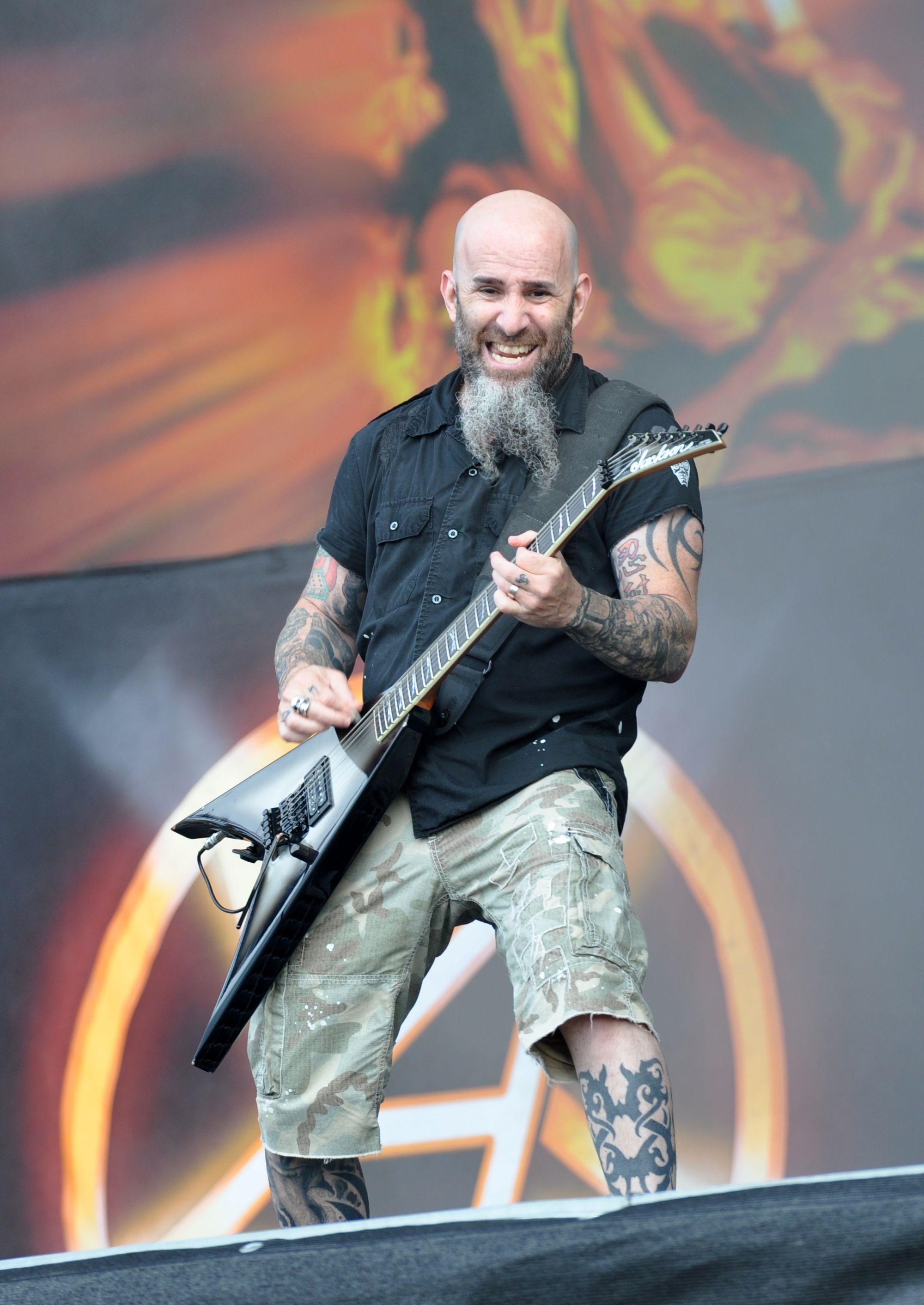
Scott Ian auf dem Wacken Open Air 2013

Scott Ian (geboren als Scott Ian Rosenfeld am 31. Dezember 1963 in New York) ist ein US-amerikanischer Rockmusiker.
Scott Ian ist heute einziges Originalmitglied und Gitarrist der New Yorker Thrash-Metal-Band Anthrax. Ian ist mit Pearl Aday, der Adoptivtochter von Meat Loaf, verheiratet. Er lebt in Los Angeles.
Aktuell ist Scott Ian auch als Solokünstler unterwegs. Allerdings macht er hierbei keine Musik, sondern sogenannte "Spoken Words"-Aufführungen. Er berichtet dabei auf humoristische Art und Weise über sein Leben und erzählt Anekdoten aus seiner Zeit mit Anthrax. Im Herbst 2014 erschienen die DVD Swearing Words: Live In Glasgow sowie eine Autobiografie mit dem Titel I'm the Man. The Story of That Guy from Anthrax. mit einem Vorwort von Kirk Hammett. 2019 steuerte er für den Black Knight "Sword of Rage"-Flipperautomaten des US-amerikanischen Herstellers Stern Pinball den Soundtrack bei.

## Bands
- Anthrax
- Stormtroopers of Death (S.O.D.)
- Damnocracy
- Pearl
- The Damned Things
- Motor Sister
- Mr. Bungle

## Diskografie

### Mit Anthrax
- siehe Anthrax (Band)/Diskografie

### Mit S.O.D.
- siehe Stormtroopers of Death#Diskografie

### Mit The Damned Things
- siehe The Damned Things#Diskografie

### Mit Motor Sister
- siehe Motor Sister#Diskografie

## Weitere Veröffentlichungen
- Swearing Words: Live In Glasgow. Spoken-Words-DVD, Megaforce Records 2014.
- I'm the Man. The Story of That Guy from Anthrax. Autobiografie, Da Capo Press 2014, deutsche Ausgabe: I'm the Man. Die Geschichte dieses Typen von Anthrax. Verlag Nicole Schmenk, Oberhausen 2015, ISBN 978-3-943022-28-5.